# Каборе, Моиз
Моиз Элозим Виктор Каборе (фр. Moïse Elohim Victoire Kaboré; род. 20 декабря 2006) — ивуарийский футболист, нападающий шведского «Хаммарбю».

## Клубная карьера
Является воспитанником ивуарийского клуба «АСЕК Мимозас». В ноябре 2022 года провёл первую игру в кубке Конфедерации КАФ, выйдя на замену в конце матча раунда плей-офф квалификации с ивуарийским «Ганьоа». 25 ноября 2023 года дебютировал на групповом этапе африканской Лиги чемпионов в матче с танзанийским «Симбой».
В начале января 2025 года перешёл в шведский «Хаммарбю», с которым заключил контракт на пять лет.

## Карьера в сборной
В марте 2023 года буркинийская федерация футбола делала запрос в «АСЕК Мимозас» для включения Каборе в состав сборной до 17 лет для участия в Кубке африканских наций в Алжире, но так и не получила ответа.